# Jorge Ravassa
Jorge Miguel Ravassa Masoliver (Motril, 10 de diciembre de 1908-Santiago de Chile, 17 de noviembre de 1999) fue un pintor, dibujante e ilustrador español.

## Biografía
Fue miembro de la Asociación Libre de Artistas de Málaga (Grupo ALA) durante los años 1930, hasta la llegada de la guerra civil española. Posteriormente y debido a la dictadura de Francisco Franco emigró como exiliado a Chile donde vivió el resto de su vida y continuó su obra. Su estilo se enmarca bajo la influencia del cubismo y del surrealismo.
Ravassa pasó los primeros años de la posguerra en Barcelona donde estuvo trabajando como dibujante publicitario hasta que se exilió en Chile. Junto con su amigo el pintor Darío Carmona, había participado en la I Exposición de Arte Revolucionario del Ateneo de Madrid de 1933, organizada por la revista madrileña Octubre (1933-1934), dirigida por Rafael Alberti y María Teresa León.

## Vida personal
Hijo de Francisco Ravassa Cuevas (1876-1955) y Concepción Masoliver Ibarra (1875-1968), tuvo siete hermanos; Francisco, Salvio, Dolores, Adela (madre de Cayetano Utrera Ravassa), María Josefa, Concepción y María Mercedes.
Contrajo matrimonio en 1947 con la catalana Montserrat Sans Cacho y juntos emigraron a Santiago de Chile en 1950. En 1955 tuvo a su único hijo Jorge Ravassa Sans (ingeniero y fotógrafo), y en 1983 a su nieto Tomás Ravassa Coronel (psicólogo y músico).